# Bedworth United FC
Bedworth United FC (celým názvem: Bedworth United Football Club) je anglický fotbalový klub, který sídlí ve městě Bedworth v nemetropolitním hrabství Warwickshire. Založen byl v roce 1895 pod názvem Bedworth Town FC. Od sezóny 2018/19 hraje v Southern Football League Premier Division Central (7. nejvyšší soutěž). Klubové barvy jsou zelená a žlutá.
Své domácí zápasy odehrává na stadionu The Oval Ground s kapacitou 3 000 diváků.

## Historické názvy
Zdroj: 
- 1895 – Bedworth Town FC (Bedworth Town Football Club)
- 1968 – Bedworth United FC (Bedworth United Football Club)

## Získané trofeje
- Birmingham Senior Cup ( 3× )
  - 1978/79, 1980/81, 1981/82

## Úspěchy v domácích pohárech
Zdroj: 
- FA Cup
  - 4. předkolo: 1951/52, 1952/53, 1989/90, 1996/97, 2009/10
- FA Trophy
  - 2. kolo: 1980/81, 1998/99, 1999/00, 2001/02, 2004/05

## Umístění v jednotlivých sezonách
Stručný přehled
Zdroj: 
- 1947–1954: Birmingham Combination
- 1954–1955: Birmingham & District League (Northern Division)
- 1955–1960: Birmingham & District League (Division One)
- 1960–1962: Birmingham & District League
- 1962–1965: West Midlands Regional League
- 1965–1972: West Midlands Regional League (Premier Division)
- 1972–1979: Southern Football League (Division One North)
- 1979–1982: Southern Football League (Midland Division)
- 1982–1989: Southern Football League (Premier Division)
- 1989–1999: Southern Football League (Midland Division)
- 1999–2006: Southern Football League (Western Division)
- 2006–2010: Southern Football League (Division One Midlands)
- 2010–2012: Southern Football League (Division One Central)
- 2012–2013: Southern Football League (Premier Division)
- 2013–2014: Northern Premier League (Division One South)
- 2014–2015: Southern Football League (Division One Central)
- 2015–2016: Southern Football League (Premier Division)
- 2016–2018: Northern Premier League (Division One South)
- 2018– : Southern Football League (Premier Division Central)

Jednotlivé ročníky
Zdroj: 
Legenda: Z - zápasy, V - výhry, R - remízy, P - porážky, VG - vstřelené góly, OG - obdržené góly, +/- - rozdíl skóre, B - body, červené podbarvení - sestup, zelené podbarvení - postup, fialové podbarvení - reorganizace, změna skupiny či soutěže
| Sezóny  | Liga                                                | Úroveň | Z  | V  | R  | P  | VG | OG  | +/- | B  | Pozice |
| ------- | --------------------------------------------------- | ------ | -- | -- | -- | -- | -- | --- | --- | -- | ------ |
| 2009/10 | Southern Football League (Division One Midlands)    | 8      | 42 | 12 | 11 | 19 | 59 | 72  | -13 | 47 | 16.    |
| 2010/11 | Southern Football League (Division One Central)     | 8      | 42 | 12 | 12 | 18 | 49 | 62  | -13 | 48 | 15.    |
| 2011/12 | Southern Football League (Division One Central)     | 8      | 42 | 23 | 9  | 10 | 90 | 57  | +33 | 78 | 3.     |
| 2012/13 | Southern Football League (Premier Division)         | 7      | 42 | 11 | 7  | 22 | 39 | 73  | -34 | 42 | 21.    |
| 2013/14 | Northern Premier League (Division One South)        | 8      | 40 | 9  | 7  | 24 | 48 | 83  | -35 | 34 | 20.    |
| 2014/15 | Southern Football League (Division One Central)     | 8      | 42 | 25 | 4  | 13 | 85 | 55  | +30 | 79 | 4.     |
| 2015/16 | Southern Football League (Premier Division)         | 7      | 46 | 12 | 8  | 26 | 58 | 107 | -49 | 44 | 21.    |
| 2016/17 | Northern Premier League (Division One South)        | 8      | 42 | 15 | 12 | 15 | 73 | 72  | +1  | 57 | 11.    |
| 2017/18 | Northern Premier League (Division One South)        | 8      | 42 | 22 | 8  | 12 | 73 | 58  | +15 | 74 | 4.     |
| 2018/19 | Southern Football League (Premier Division Central) | 7      | 42 |    |    |    |    |     |     |    |        |